# Gake
Gake (kinesiska: 呷柯, 呷柯乡) är en socken i Kina. Den ligger i provinsen Sichuan, i den sydvästra delen av landet, omkring 330 kilometer väster om provinshuvudstaden Chengdu. Antalet invånare är 2013. Befolkningen består av 984 kvinnor och 1 029 män. Barn under 15 år utgör 28,0 %, vuxna 15-64 år 66 %, och äldre över 65 år 4,0 %.
Genomsnittlig årsnederbörd är 974 millimeter. Den regnigaste månaden är juni, med i genomsnitt 232 mm nederbörd, och den torraste är december, med 3 mm nederbörd.